# ریو سگورا
ریو سگورا (به انگلیسی: Río Segura) یک کشتی است که طول آن ۷۳ متر (۲۴۰ فوت) می‌باشد. این کشتی در سال ۲۰۱۱ ساخته شد.